# Лазірківська сільська рада
Лазірківська сільська рада —  ліквідована адміністративно-територіальна одиниця у Оржицькому районі Полтавської області з центром у c. Лазірки.
Населення — 2816 осіб.

## Населені пункти
Сільраді були підпорядковані населені пункти:
- c. Лазірки

## Географія
Територією сільради протікає річка Сліпорід.